# Archichlora ghesquierei
Archichlora ghesquierei là một loài bướm đêm trong họ Geometridae.